# Peyton Reed
Peyton Reed (Raleigh, 3 juli 1964) is een Amerikaanse televisie- en filmregisseur. Tot zijn gekendere werk behoren de comedies Bring It On, Down with Love, The Break-Up en Yes Man en de superheldenfilm Ant-Man met de sequels van deze laatste binnen het Marvel Cinematic Universe.

## Filmografie
Langspeelfilms
- 2000: Bring It On
- 2003: Down with Love
- 2006: The Break-Up
- 2008: Yes Man
- 2015: Ant-Man
- 2018: Ant-Man and the Wasp
- 2023: Ant-Man and the Wasp: Quantumania

Televisieseries
- 1991: Back to the Future: The Animated Series
- 1997: The Love Bug (televisiefilm)
- 1998: Mr. Show with Bob and David (3 afleveringen)
- 2011: New Girl (3 afleveringen)
- 2013: The Goodwin Games (als een van de executive producers)
- 2020: The Mandalorian (2 afleveringen)